# Koningsspecht
De koningsspecht (Campephilus guatemalensis) is een vogel uit de familie Picidae (Spechten).

## Verspreiding en leefgebied
Deze soort komt voor van noordelijk Mexico tot Panama en telt drie ondersoorten:
- C. g. regius: oostelijk Mexico.
- C. g. nelsoni: noordelijk en westelijk Mexico.
- C. g. guatemalensis: van zuidelijk Mexico tot westelijk Panama.

## Status
De grootte van de populatie is in 2019 geschat op 50.000-500.000 volwassen vogels. Op de Rode lijst van de IUCN heeft deze soort de status niet bedreigd.